# Good to Be Bad
Good to Be Bad es el Undécimo álbum de estudio de la banda de hard rock Whitesnake, liderada por David Coverdale. 
Es su primer álbum de estudio en una década desde "Restless Heart" de 1997 e incluye cuatro nuevas canciones grabadas en el álbum en concierto de 2006 "Live: In the Shadow of the Blues".
El disco tuvo una recepción muy aceptable, con más 710 000 copias vendidas alrededor del mundo, en agosto de 2009.
"Good to Be Bad" logró el número 8 en los Billboard Top Independent Albums, el número 23 en the Top Canadian albums, el número 62 en el Billboard 200. y el número 7 en el  UK Albums Chart

## Lista de canciones
Todas las canciones escritas por  David Coverdale  y  Doug Aldrich, excepto donde se indica.
| N.º | Título                       | Escritor(es) | Duración |  |
| 1.  | «Best Years»                 |              | 5:16     |  |
| 2.  | «Can You Hear the Wind Blow» |              | 5:02     |  |
| 3.  | «Call on Me»                 |              | 5:01     |  |
| 4.  | «All I Want All I Need»      |              | 5:42     |  |
| 5.  | «Good to Be Bad»             |              | 5:13     |  |
| 6.  | «All for Love»               |              | 5:14     |  |
| 7.  | «Summer Rain»                |              | 6:15     |  |
| 8.  | «Lay Down Your Love»         |              | 6:01     |  |
| 9.  | «A Fool in Love»             |              | 5:50     |  |
| 10. | «Got What You Need»          |              | 4:14     |  |
| 11. | «'Til the End of Time»       |              | 5:32     |  |

### Bonus tracks para Japón
| Japanese bonus tracks |                                           |              |          |  |
| N.º                   | Título                                    | Escritor(es) | Duración |  |
| 11.                   | «All for Love» (Doug Aldrich guitar solo) |              | 5:20     |  |
| 12.                   | «Summer Rain» (Acoustic version)          |              | 5:21     |  |

### Bonus Disc Europeo
| N.º | Título                               | Escritor(es) | Duración |  |
| 1.  | «Summer Rain» (Acoustic version)     |              | 5:21     |  |
| 2.  | «All I Want All I Need» (Radio edit) |              | 3:58     |  |
| 3.  | «Take Me With You» (Live)            |              | 7:51     |  |
| 4.  | «Ready To Rock» (Enhanced video)     |              | 4:19     |  |

### US/Canadá Bonus CD
Todas las canciones son tomadas de Live: In the Shadow of the Blues de 2006.
| N.º | Título                                      | Escritor(es)                                      | Duración |  |
| 1.  | «Burn - Stormbringer» (Live)                | Coverdale, Ritchie Blackmore, Jon Lord, Ian Paice | 8:38     |  |
| 2.  | «Give Me All Your Love» (Live)              | Coverdale, John Sykes                             | 4:27     |  |
| 3.  | «Walking In The Shadow of the Blues» (Live) | Coverdale, Bernie Marsden                         | 5:10     |  |
| 4.  | «The Deeper the Love» (Live)                | Coverdale, Adrian Vandenberg                      | 4:32     |  |
| 5.  | «Ready & Willing» (Live)                    | Coverdale, Micky Moody, Neil Murray, Lord, Paice  | 5:41     |  |
| 6.  | «Don't Break My Heart Again» (Live)         | Coverdale                                         | 6:08     |  |
| 7.  | «Take Me with You» (Live)                   | Coverdale, Moody                                  | 7:50     |  |
| 8.  | «Ready To Rock» (Enhanced video)            |                                                   | 4:19     |  |

## Personal
- David Coverdale - Voz
- Doug Aldrich - Guitarra
- Reb Beach - Guitarra
- Timothy Drury - Teclados
- Uriah Duffy - Bajo
- Chris Frazier - Batería

## Información adicional
- Grabado en Casa DALA, Los Angeles & Snakebyte Studios, Lake Tahoe, Nevada
- Mezclado en Hook City, Lake Tahoe, Nevada
- Materizado en DNA, Los Ángeles by David Donnelly
- Prdoducido, ingeniería y mezclado por The Brutal Brothers